# Грота Фигацано (Бриндизи)
Грота Фигацано (итал. Grotta Figazzano) је насеље у Италији у округу Бриндизи, региону Апулија.
Према процени из 2011. у насељу је живело 46 становника. Насеље се налази на надморској висини од 290 м.